# Blighia welwitschii
Blighia welwitschii är en kinesträdsväxtart som först beskrevs av William Philip Hiern, och fick sitt nu gällande namn av Ludwig Radlkofer. Blighia welwitschii ingår i släktet Blighia och familjen kinesträdsväxter. Inga underarter finns listade i Catalogue of Life.